# Les ordres sont les ordres
Pour plus de détails, voir Fiche technique et Distribution.
Les ordres sont les ordres (Gli ordini sono ordini) est un film italien réalisé par Franco Giraldi, sorti en 1972.

## Synopsis
Giorgia, lassée de son mariage avec Amedeo, est une femme au foyer malheureuse. Soudain, elle se met à entendre une voix, lui prescrivant de sortir de l'ordinaire en accomplissant des actes transgressifs.
Un jour, la voix lui ordonne d'aller sur le front de mer pour faire l'amour avec un maître-nageur. Ce qu’elle fit ; puis avoue son infidélité à son mari. Celui-ci la met hors de la maison.
Giorgia se retrouve alors seule et doit réorganiser sa vie. Après avoir rendu visite à sa mère, laquelle lui conseille de rentrer avec son mari, elle choisit de vivre dans un hôtel. Elle y rencontre Nancy, une chercheuse travaillant pour une importante maison de disques. Giorgia rencontre alors l'artiste Mario Pasin et tombe amoureuse de lui. Mais leur relation va vite se fissurer. Elle commence à nouveau à entendre la voix. Entre-temps, elle découvre que Mario la trompe avec Nancy. Giorgia abandonne alors les deux. Elle finit par tomber sur un gangster, lequel en la conduisant dans sa voiture pour échapper à la police qui les poursuit, renverse le véhicule en dérapant.
Giorgia se retrouve à l'hôpital. Son mari Amedeo vient à sa rencontre dès sa sortie dudit l’hôpital pour lui proposer de se remettre ensemble. Or, Giorgia voit désormais les choses autrement. Elle décide de s’affranchir en poursuivant son chemin seule.

## Fiche technique
- Titre original : Gli ordini sono ordini
- Titre français : Les ordres sont les ordres
- Réalisation : Franco Giraldi
- Scénario : Tonino Guerra, Ruggero Maccari et Alberto Moravia
- Photographie : Carlo Di Palma
- Montage : Raimondo Crociani et Ruggero Mastroianni
- Musique : Fred Bongusto
- Pays d'origine : Italie
- Format : Couleurs - 1,66:1 - Mono
- Genre : comédie
- Dates de sortie : 1972 (Italie), 26 juin 1974 (France)

## Distribution
- Monica Vitti (VF : Nathalie Nerval) : Giorgia
- Claudine Auger (VF : elle-même) : l'amie de Giorgia
- Orazio Orlando (VF : Claude Giraud) : Amedeo
- Luigi Diberti (VF : Dominique Paturel) : Rodolfo Baroni
- Corrado Pani (VF : Serge Sauvion) : le gangster en voiture
- Gigi Proietti (VF : Sady Rebbot) : Mario Pasini
- Elsa Vazzoler (VF : Madeleine Damien) : la mère de Giorgia
- Carlo Bagno (VF : Albert Médina) : le prêtre
- Carla Mancini